# Centro de Artes Escénicas de Adrienne Arsht

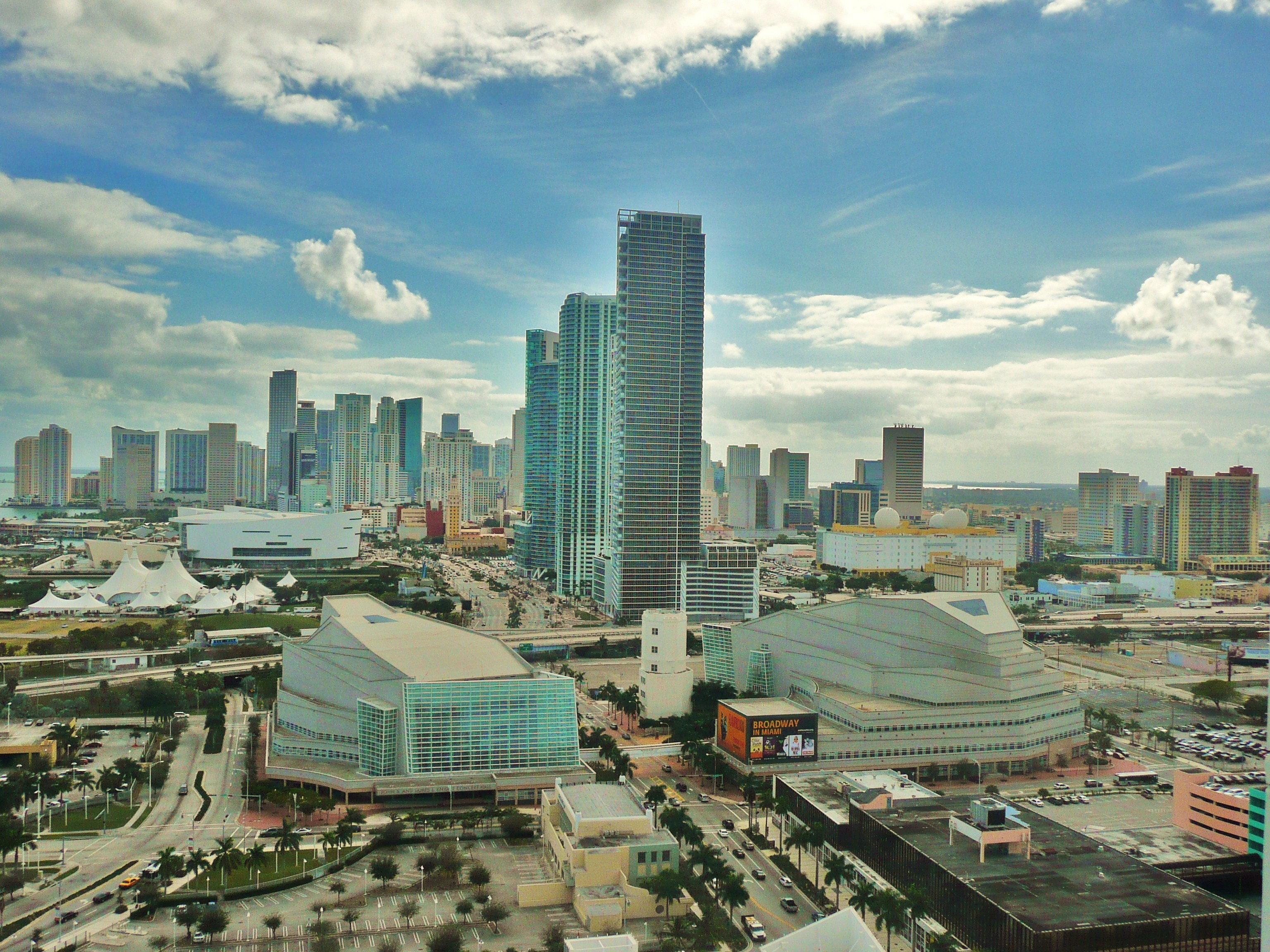
El Adrienne Arsht Center, Auditorio Knight a la izq. y Ziff Opera House a la derecha

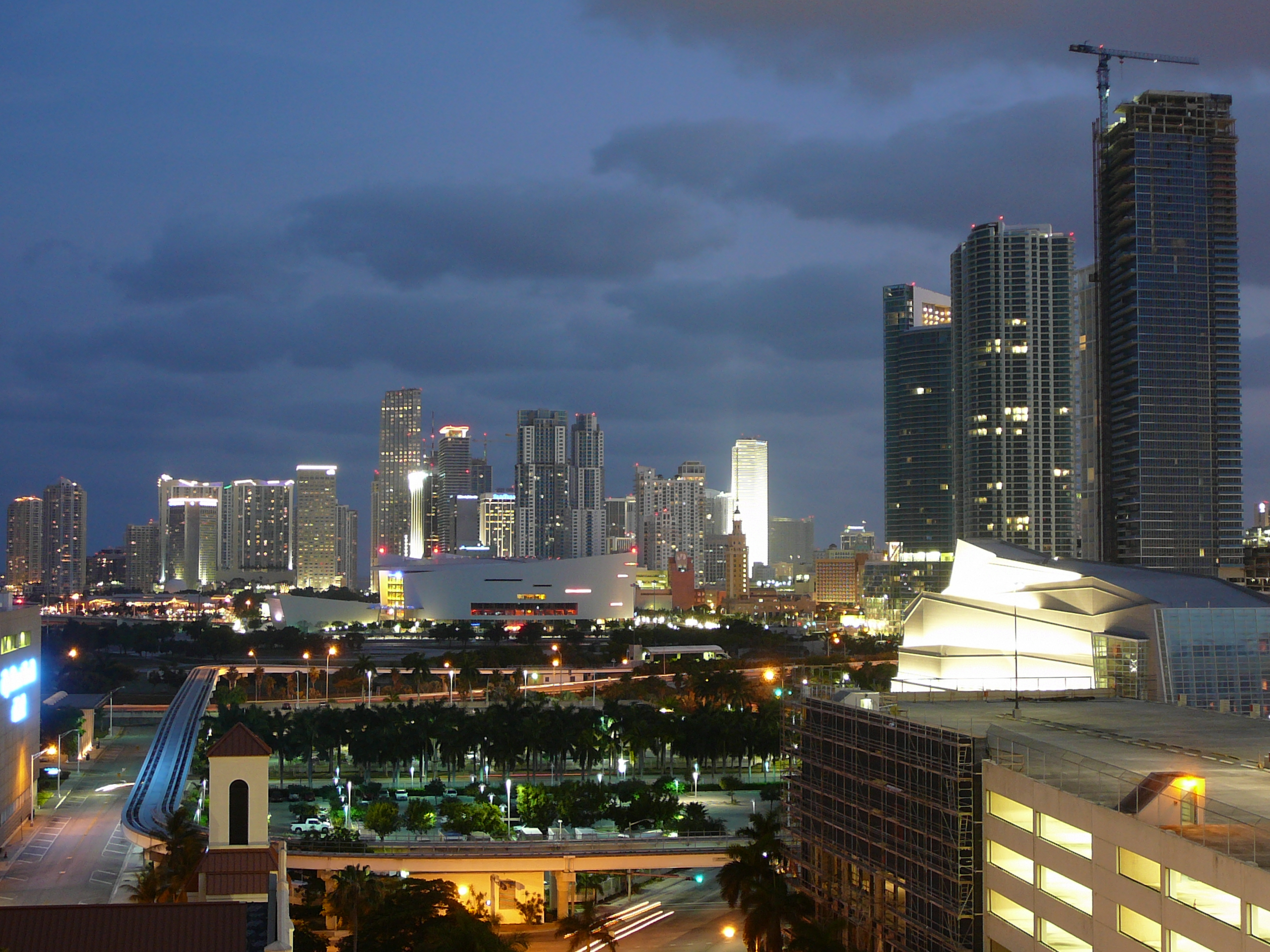
El centro a la izquierda con Miami al fondo.

el Centro de Artes Escénicas Adrienne Arsht, antiguamente Carnival Center, es un complejo teatral de artes escénicas dedicado a ópera, ballet y conciertos de Miami, Florida. 
Por su tamaño- 53.000 metros cuadrados- es el tercer centro de artes escénicas de los Estados Unidos después del Lincoln Center en Nueva York y el Centro de Artes Escénicas de Denver.
Diseñado por el arquitecto César Pelli, se levanta en la sección norte del centro de la ciudad de Miami, atravesado por el Boulevard Biscayne en dos predios, el ocupado por la tienda Sears y otro que pertenecía al diario Miami Herald y en torno a la Torre Sears, ícono del art decó de 1929 formando una plaza llamada Plaza de las Artes Parker and Vann Thomson que engloba el complejo inaugurado en 5 de octubre de 2006 a un costo de 467 millones de dólares. Durante la celebración inaugural asistieron 25,000 personas a un festival con espectáculos musicales además de galas respectivas a cada sala.
Consta de tres salas, el teatro clásico en herradura Sanford and Dolores Ziff Ballet Opera House (sede de la Florida Grand Opera y el Miami City Ballet) con capacidad para 2400 espectadores, la sala de conciertos Knight Concert Hall con capacidad para 2200 y que aloja orquestas invitadas por la Asociación de Conciertos, la New World Symphony y la residencia anual de invierno de la Cleveland Orchestra y el black box studio theater para teatro experimental con capacidad para 200. Además el centro consta con una sala de ensayos con capacidad de audiencia de 270 personas.
El especialista Russell Johnson fue el encargado de la resolución acústica de ambas salas. Un mural del pintor cubano Cundo Bermúdez adorna la entrada al Peacock Room.
El 10 de enero de 2008 cambió su nombre original Carnival Center por The Adrienne Arsht Center for the Performing Arts of Miami-Dade County, en homenaje a la filantropista homónima que donó 30,000,000 de dólares para estabilizarlo financieramente.

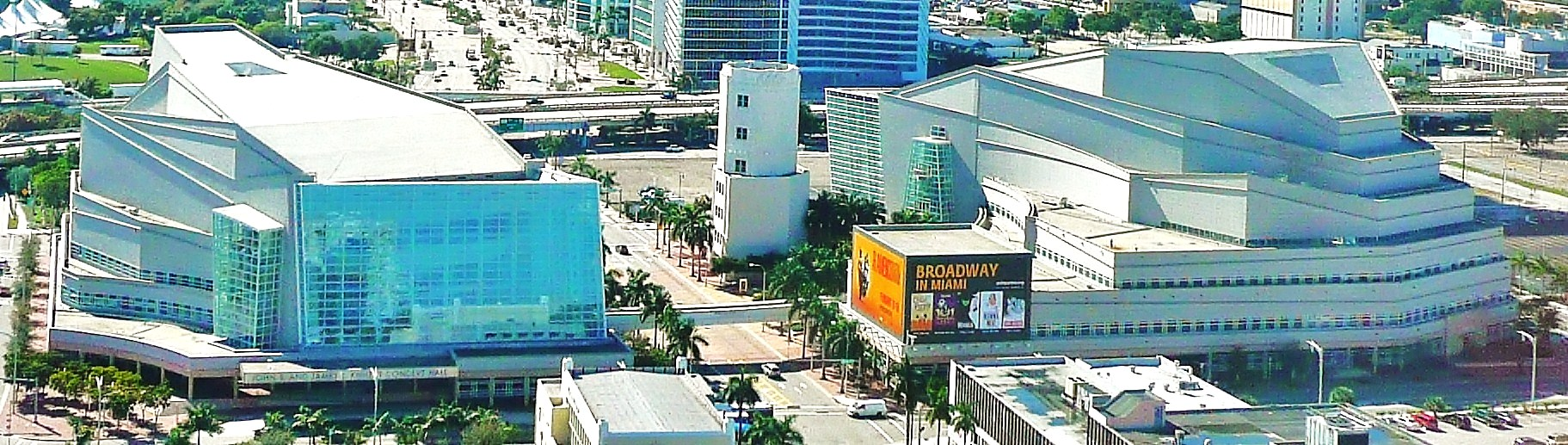